# Rhipilia
Genre
Rhipilia est un genre d'algue verte de la famille des Rhipiliaceae.

## Liste d'espèces
Selon AlgaeBase (17 juin 2013) :
- Rhipilia amamiensis Enomoto
- Rhipilia coppejansii Schils & Verbruggen
- Rhipilia crassa A.J.K.Millar & Kraft
- Rhipilia fungiformis A.B.Joly & Ugadim
- Rhipilia geppiorum W.R.Taylor
- Rhipilia micronesica Yamada
- Rhipilia nigrescens Coppejans & Prudhomme van Reine
- Rhipilia orientalis A.Gepp & E.S.Gepp
- Rhipilia penicilloides A.D.R.N'Yeurt & D.W.Keats
- Rhipilia polydactyla N.Pike (Sans vérification)
- Rhipilia pusilla (Womersley) Ducker
- Rhipilia rawsoni G.Dickie (Sans vérification)
- Rhipilia sinuosa Gilbert
- Rhipilia tomentosa Kützing (espèce type)

Selon ITIS (17 juin 2013) :
- Rhipilia pusilla (Womersley) Ducker
- Rhipilia sinuosa
- Rhipilia tenaculosa Gepp & Gepp
- Rhipilia tomentosa Kuetzing

Selon World Register of Marine Species (17 juin 2013) :
- Rhipilia amamiensis Enomoto, 1998
- Rhipilia crassa A.J.K.Millar & Kraft, 2001
- Rhipilia fungiformis A.B.Joly & Ugadim, 1965
- Rhipilia geppii W.R.Taylor, 1950
- Rhipilia geppiorum W.R.Taylor, 1950
- Rhipilia micronesica Yamada, 1944
- Rhipilia nigrescens Coppejans & Prud’homme van Reine, 1990
- Rhipilia orientalis A.Gepp & E.S.Gepp, 1911
- Rhipilia penicilloides A.D.R.N'Yeurt & D.W.Keats, 1997
- Rhipilia pusilla (Womersley) Ducker, 1967
- Rhipilia sinuosa Gilbert, 1978
- Rhipilia tomentosa Kützing, 1858